# Peruaanse bergnimf
De Peruaanse bergnimf (Oreotrochilus stolzmanni) is een vogel uit de familie Trochilidae (Kolibries).  De vogel is genoemd naar de Poolse zoöloog Jan Sztolcman.

## Verspreiding en leefgebied
De vogel komt voor in het Andesgebergte op hoogten tussen de 3600 en 4200 m boven zeeniveau in zuidelijk Ecuador en noordelijk en centraal Peru.

## Status
De Peruaanse bergnimf heeft een ruim verspreidingsgebied en daardoor alleen al is de kans op de status  kwetsbaar (voor uitsterven) uiterst gering. Om deze redenen staat de Peruaanse bergnimf als niet bedreigd op de Rode Lijst van de IUCN.